# معركة بريانة
معركة بريانة (بالإسبانية: Batalla de Bairén)‏ وهي أحد معارك سقوط الأندلس، وقد قعت بين قوتي رودريغو دياز دي فيفار المعروف باسم "إل سيد"، متحالفا مع بيدرو الأول ملك أراغون ونافارا، ضد قوات المرابطين بقيادة محمد بن تاشفين. وأسفرت عن انتصار مملكة أراغون ومملكة بلنسية.

## خلفية
كان رودريغو دياز (أل سيد) قد فتح بلنسية في 17 يونيو 1094. وفي وقت لاحق من ذلك العام انضمت قوات ال سيد مع قوات بيدرو الأول في مدينة بريانة لتشكل تحالف قوي هدفه الدخول في معركة ضد المرابطين. وتحت هذا الاتفاق غادر ال سيد في ديسمبر 1096 بمساعدة قوات أراغون لجلب الأسلحة والذخيرة واللوازم العامة إلى حصن بريانة [الكتالانية]، وكان أل سيد قد استعاد هذا الحصن في أكتوبر من عام 1091 للتحكم في الطريق إلى بلنسية من الجنوب عبر الطرق الداخلية. وكان ذلك قد حدث في عمليات الاسترداد لليفانتي التي سيطر عليها أل سيد قبل وصول المرابطين.

## المعركة
كانت الأنباء قد وصلت إلى بلنسية بمقدم الجيش المرابطي. فشاع الذعر بين النصارى، وأمر ال سيد بأن يجمع من أهل بلنسية، سائر السلاح والقطع الحديدية، وأخرج من المدينة سائر المسلمين الذين يشك في ولائهم. وتكررت هجمات المرابطين على المدينة بشدة، ولما رأى محمد بن تاشفين مناعة المدينة وصمودها الراسخ، ضرب حولها الحصار المطبق. ولم تمض أيام قلائل، حتى خرج ال سيد في قواته بالليل، وفاجأ المعسكر الإسلامي، وهاجمه بشدة، فأوقع فيه الاضطراب والذعر، واستولى على غنائم عظيمة من الخيل والسلاح والعتاد والمؤن، وقتل من المسلمين عدد جم، ثم عاد فامتنع داخل المدينة.
واستمر الحصار طويلا. وبعث السيد إلى بيدرو الأول ملك أراجون يستصرخه للغوث، وعقدت بينهما محالفة ضد المسلمين، وكتب أيضاً إلى ألفونسو السادس. وتجددت المعارك بين المرابطين والقشتاليين في أحواز بلنسية، واستولى السيد خلالها على مربيطر، وعلى عدد آخر من الحصون. وفي يناير سنة 1097 وقعت بين قوات السيد وحليفه بيدرو ملك أراجون، وبين المسلمين، معركة شديدة عند جبل مندير، هزم فيها المسلمون، وعاد بيدرو إلى بلاده، وعاد السيد إلى بلنسية.